# 貸し出し妻、満里奈の“ネトラセ”報告 敏感妻と絶倫大学生
『貸し出し妻、満里奈の“ネトラセ”報告 敏感妻と絶倫大学生』は2013年9月23日にアトリエさくらから発売されたアダルトゲーム。

## 概要
発売後は口伝で人気を集め、2014年8月29日には第二弾『貸し出し妻、満里奈の“ネトラセ”報告2 CASE.元AV男優&敏感妻』が、2016年2月26日に第三弾『貸し出し妻、満里奈の”ネトラセ”報告3 CASE.元彼氏＆敏感妻』が発売され、アトリエさくらと同じ系列であるDLストア「Aclass」より、2014年8月28日にボイスドラマ第一弾『貸し出し妻、満里奈の“ネトラセ”報告 体験告白-初めてイッたSEX-』が、2016年7月8日にボイスドラマ第二弾『貸し出し妻、満里奈の“ネトラセ”報告 満里奈と浩人の「ナイショエッチ」』が、2016年7月15日にボイスドラマ第三弾『貸し出し妻、満里奈の“ネトラセ”報告 満里奈と浩人の「ナイショデート」がDL販売された。
2016年4月29日に「満理奈シリーズスピンオフ」としての第一作として「貸し出し妻、満里奈の“ネトラセ”報告 外伝 -女子高生、満里奈の性感開発」が発売され、2016年5月27日に第二作目「貸し出し妻、満里奈の“ネトラセ”報告 外伝2 -OL満理奈の童貞調教-」が発売された。
そして2016年11月25日に、本編3作、外伝2作、ボイスドラマ全3作、ピクチャードラマ(ボイスドラマにCGを追加したもの)全3作を収録した『貸し出し妻、満里奈の“ネトラセ”報告 コンプリートパック』が発売された。
そして2020年4月17日にFantiaのアトリエさくら公式サイトより、「3」より少し前の話である「貸し出し妻、満里奈のネトラレ事後報告」が三部に渡って公開された。

## あらすじ

### 1「敏感妻と絶倫大学生」
主人公・東健二は妻子持ちの既婚男性。愛妻・満里奈と、愛娘・咲と幸せな毎日を送っていたが、ある日、ふと見たネットで自分の妻を「貸し出し妻」として他人に抱かせ、その時の内容を報告させて興奮を得る「寝取らせプレイ」の体験談を見て、満里奈を他の男に抱かせたらどんなプレイをするんだろうと興味を抱くも、言いだせず苦悩する健二を見た満里奈は相談の末に一度だけならと了承し、満里奈の知り合いでもあった大学生・中村浩人の了承の元、寝取らせプレイを実行する。しかし一度だけの約束だったが、刺激的なシチュエーションにハマった三人はそのまま続行する事となる。

### 2「CASE.元AV男優&敏感妻」
寝取らせプレイをはじめて1年、変わり映えのないプレイにマンネリを感じた健二は満里奈に相談し、浩人が大学留年した事もあり、これを機にと浩人との契約を打ち切り、新たな相手を探すために寝取らせサイトで募集をかけた所、元AV男優の名前を発見し、SEXのプロに満里奈を抱かせたらどのように乱れるのだろうかという欲望と好奇心で、満里奈に伏せた形で男・山下光一と契約するのだった。

### 3「CASE.元彼氏&敏感妻」
光一との寝取らせプレイを最後に一切の寝取らせプレイを辞めてから約一年、健二は幸せな家庭を守りたいと思いながらも一年間の貸し出しプレイを我慢していた影響での欲求不満もあり、逆に満里奈の意志による浮気を見たいという欲望を抱えていた。そんなある日、かつて満里奈がオジサマと呼んでいた男・新藤暁から14年ぶりに連絡が入り、突然結婚を前提にした復縁を求められ、当然満里奈は断ったが、欲望を抑えきれなくなった健二は満里奈に懇願し、かくして『復縁を前提にした不倫プレイ』をしてほしいという狂った交際がはじまるのであった。

### ボイスドラマ1「体験告白 -初めてイッたSEX-」
寝取らせプレイをはじめて時間が経ち、自身と付き合う以前の満里奈の性経験に興味を持った健二は満里奈に懇願、満里奈は「時期が来たら話す」と約束した。そして月日は流れ2014年7月19日の21時30分、話す時期が来たと満里奈から言われた健二は咲を寝かしつけ、満里奈の待つ寝室へ行き、そしてベッドの上で満里奈の口から、満理奈がかつて付き合った「オジサマ」とのはじめてのSEXの話が語られた。

### ボイスドラマ2「満里奈と浩人のナイショエッチ」
2013年に浩人と貸し出しプレイをしていた頃、浩人と健二との三人で貸し出しプレイをする予定だったが、急用のために健二は来られなくなったと連絡が入り貸し出しプレイは中止になる予定だったが、時間を空けてくれた中村に対して申し訳ないと思った満里奈は健二に内緒でホテルでSEXをしようと「浮気」を提案した。

### ボイスドラマ3「満里奈と浩人のナイショデート」
浩人と貸し出しプレイをしていた頃のある日、誕生日を迎えた浩人を祝おうと考えた満里奈は自身をプレゼントする事を決意、日付が変わるまでの間、浩人の所有物になり、健二に内緒でホテルでSEXするという「浮気」をするのだった。

### 外伝「女子高生、満里奈の性感開発」
ある晴れた日、たまにはベランダで食事をしようと食器を探していた時、ふと高校時代から咲が生まれた時まで書いた日記帳三冊を見つけ、懐かしんで読み始め、当時高校三年生の満里奈が初恋の男子と別れ、そして新藤暁と出会ってから別れた時の様子を思い出すのだった。

### 外伝2「OL満理奈の童貞調教」
先日日記帳を見つけ、進藤暁との思い出を懐かしんだ満里奈は、一人で残りの日記帳を読んでいる内に、高校を卒業して工務店のOLとして就職していた頃に付き合っていた躑躅森翔の事を思い出し、そして健二との馴初めも思い出すのであった。

### 「貸し出し妻、満里奈のネトラレ事後報告」
ある日寝取らせ性癖の衝動を抑えられなかった健二は満里奈と相談し、貸し出しプレイのネット掲示板に募集をかけ、ホテルにて田中光啓との情事を間近で観ていた。そして情事が終わり余韻に耽っていた満里奈は、健二が「浮気をしてもいい」と仄かした事もあり、数ヶ月前の高校時代の同窓会にて、同級生の岡田一樹に貸し出しプレイの事を話した事、そして酔った勢いでSEXした事を告白するのだった。

## 登場人物
東 健二(あずま けんじ)
主人公。「1」の時点では30歳。IT関連の企業に勤めるサラリーマン。妻と娘を愛する良き夫だが、ある日ふと見た「寝取らせプレイ」の体験談を見てから興味を抱き、満里奈との話し合いの末に寝取らせプレイを実行、愛する妻が他の男に抱かれるシチュエーションに極度の興奮を覚え、寝取らせプレイにハマっていく。満里奈を心の底から愛し、他人に抱かせた満里奈を嫉妬心と興奮にかられて抱くのが日々の楽しみになっている。
「2」では満里奈がどのように抱かれているのかという興奮からデジカメを購入、満里奈の同意を得て撮影するようになり、コレクションとして大事に保存している。
光一との貸し出しプレイを解約してからは、貸し出しプレイを一切辞めて家庭を大事にしようと努力しているが、「3」の時点で約一年我慢している反動で満里奈の浮気プレイを見たいという歪んだ欲望を抱くようになり、暁の連絡を機に満里奈に「復縁を目的とした浮気プレイ」をしてほしいと懇願した。
「外伝2」の躑躅森翔とは同学部で知り合った仲であり、満里奈との馴初めも描かれている。
東 満里奈(あずま まりな)
声 - 小波渡陸
ヒロイン（「外伝」では主人公）。「1」の時点では30歳。健二の妻で、20代でも通る若々しさと抜群のプロポーションを持ち、健二を心の底から愛している。旧姓森下(もりした)。近所のスーパーでパートとして働いており、サバサバした姉御肌な性格で、御近所や周囲に好かれている。健二の懇願で一度だけの寝取らせプレイを了承するも、他人に抱かれ、さらに嫉妬にかられた健二に抱かれる事に悦びを見出し、以後も健二の願いもあり寝取らせプレイを続行する。
あくまで健二以外の子供は妊娠しないと、他人とのSEXの前にピルを服用している。「2」の時点では健二の性癖だとあきれつつ寝取らせプレイはスポーツの一環だと割り切って行っている。しかし「3」で健二から暁との不倫プレイを提案され、果たして健二は本当に自分を愛しているのかと不安を感じるようになり、健二の気持ちを試そうと不倫プレイを承諾した。
性感帯は敏感な方だが多少Sッ気があり、健二の性格を熟知しており、健二とのSEXの際には言葉攻めや焦らしプレイなどで弄ぶ事がある。フェラチオが得意で、本人も自信を持っており、光一も高く評価している。
健二と結婚するまで3人の男と付き合い、それまでのSEXの経験人数も3人。
東 咲(あずま さき)
声 - 小波渡陸
健二と満里奈の間に生まれた一人娘、「1」の時点では小学1年生。両親が大好き。容姿と性格が小さい頃の満里奈に似ているとの事。時々家に訪れる浩人に恋心を抱くおませな所も。友達が多い。好物はハンバーグで、「2」では料理をつくる事に興味を持つようになり、満里奈の付き添いの下でハンバーグを作れるようになり、以来ハンバーグを作りたがる事から「ハンバーグのお姫様」とあだ名が付いた。「3」では髪を肩まで伸ばし一見おしとやかな容姿をしているが元気で明るい性格は相変わらず。学力も高く、学年で5本の指に入るほど成績が良い。
中村 浩人(なかむら ひろと)
満里奈がパートを務めるスーパーのバイト店員で、「1」の時点では大学2年生。姉御肌な満里奈に好意を抱き、またそれまで付き合っていた彼女と別れた事もあり、慰めついでに寝取らせプレイの相手を頼まれ、以後も健二たちの願いで満里奈との寝取らせプレイを継続する。早漏で、彼女と別れたのもそれが原因だが、回復力が早い上に絶倫。
「2」の時点では毎週一回の、一年にも及ぶ寝取らせプレイをした結果留年してしまい、これ以上続けたら人生がダメになると健二と満里奈の判断で解約されてしまう。しかし満里奈に対し恋慕を抱いてしまったため逆に落ち込んでしまい、後に健二に再契約を願い出るも、浩人のためにならないと断られた。
「3」では無事に進級する事ができ、健二と話し合って満里奈を抱き、時々であるが満里奈と貸し出しプレイをする事を約束する。また、後日談として同社のゲーム「浮気日和」にも浮気相手として登場している。
「ボイスドラマ2」では誕生日のプレゼントとして満里奈からプレゼントとして24時間だけ自身を好きにしていいと持ちかけられ、健二に内緒で浮気セックスを希望した。
山下 光一(やました こういち)
「2」に登場。アパレル企業を経営している四十代の男性。浩人の後任の男を探していた所へ健二の目に止まり、かつては凄腕のAV男優で有名だった事から次の寝取らせプレイの相手に選ばれた。
気さくで至って紳士的な性格で公私の分別をわきまえており、満里奈ともあくまで寝取らせプレイの相手と割り切っており、健二の要求にも応えてくれる。日頃から身体を鍛えている為体格が良い上に体力もある。凄腕のAV男優で数々のAV女優を泣かせた事もありSEXの実力は健在で、満里奈も今まで経験した事のないSEXに毎回何度もイき狂うほど。
生涯独身でいるつもりだったが、東夫婦の姿を見て結婚を決意、婚活するために寝取らせ契約の解除を申し出、東夫婦とは以後も友人としての付き合いを希望し、結婚式には出席してもらう事を約束した。
「3」では健二の良き友人として時々呑みに出かけ、時には健二の悩みを聞いてくれる仲になっており、現在は元同業者の女性と交際している。
同社のゲーム「俺部下×女上司/貸し出しプレイ=???」では「2」よりも前の頃の話として、本作の後日談シナリオにてヒロイン・三郷 由佳菜と寝取らせプレイに興じていた。
新藤 暁(しんどう あかつき)
学生時代の満里奈が交際していた人生で2人目の彼氏で、満里奈から「オジサマ」と呼ばれていた。46歳。かつて投資信託会社で働いていたが、元々自由を求める性格だったため職務に耐えきれず退職、生来ギャンブルに強かった事から以後はマカオを拠点にギャンブルで生計を立てて気ままな生活を送っている。紳士的な性格でもあり、満里奈曰く「相手に合わせて接するタイプ」
「2」で時折満里奈の口から語られ、「ボイスドラマ」にも登場している。「2」より13年前、当時女子高生だった満里奈が初恋(と初体験)の相手と失恋した後にはじめたネット麻雀を通して交友を深め、近所に住んでいた事もあって顔を合わせたその日に好意を持ち、関係を持った。当時32歳でSEXも上手く、満里奈が初めてイッた相手であると今でも思い出す事がある。
それから14年の歳月が流れ、「3」でたった一人の肉親である父親が危篤状態に陥ったため帰国、父の死を看取り、これを機に満里奈と再会して復縁を申し出、満里奈が結婚していた事を知りあきらめたが、貸し出しプレイを満里奈から提案され承諾、亡父の遺品整理のために滞在している間、借りたウィークリーマンションでの身の回りの世話をするために満里奈が通い妻として度々訪れる事となり、思い出話に浸りながら満里奈を抱く事となる。後に健二との仲に悩む満里奈のためにひと肌脱ぎ、健二の性癖を荒療治ながらも治し、最後まで悪役を演じてマカオへ戻った。
初恋の男
「外伝」に登場。満里奈が高校時代に最初に付き合い、処女を捧げた相手だが、自己中心な性格で、SEXの際も自己的かつ乱暴なSEXをしていたので満里奈はSEXが嫌いになり、やがて男の方から一方的に別れた。しかしそんな性格に他に彼女を作っても長続きしなく、満里奈に復縁を申し出たが暁と付き合っていたため即答で断られ、女々しく付きまとうも満里奈に完膚無きまでにののしられ、関係は完全に終わった。
躑躅森 翔（つつじもり しょう）
「外伝2」に登場。OL時代の満里奈が交際していた人生で3人目の彼氏で、満里奈と同時期に入社したアルバイト。大学1年生。公務店の社長の親戚。引っ込み思案な性格で、元いたアルバイトを社会勉強の名目で嫌々辞めさせられたことや思いを寄せていた女子学生に振られたこともあり、体育会系の職場に馴染めないでいたが、満里奈に相談するうちに少しずつ自分に自信を持つようになり、満里奈と交際する。後に自信過剰で満里奈以外の女性に興味を持ったせいで満里奈とは会う機会が少なくなり、その時に相談に乗っていた健二と仲を深めたのもあり、2人の仲は自然消滅に近い形で終わった。
田中光啓
「ネトラレ事後報告」に登場。同社の作品「エンジェルゲーム」からのスピンオフ登場。寝取らせ衝動を抑えられない健二が満里奈と相談し、寝取らせサイトで募集し、目の前で抱かせた。巨根な上に性技も高く、満里奈も何回もイッた。
岡田一樹
「ネトラレ事後報告」に登場。同社の作品「愛する妻、真理子が隣室で抱かれるまで」からのスピンオフ登場。満里奈の高校時代の同級生で、同窓会で再会し、最初は懐かしさもあり、会が終わった後に2人で呑んでいた時に酔った勢いで健二の寝取らせ性癖を話してしまい、酔い潰れてラブホテルに連れて行かれ、雰囲気に流される形で今回だけという条件で一晩中SEXした。予想外の出来事で避妊をしていなく、4回も膣内射精されたが妊娠しなかった。

## スタッフ
- 原画 - ジェントル佐々木
- シナリオ - おんぼろ月
- 企画・ディレクター - おんぼろ月
- プログラム - 越畑声太
- スクリプト - 5島縣痔
- CG - 睦月山羊
- パッケージ彩色 - mina
- システムグラフィック - ああああ
- 音楽 - A.F.D.k(Rave in Groove)
- 広報 - 木霊

## 発売
- 『貸し出し妻、満里奈の“ネトラセ”報告 敏感妻と絶倫大学生』 2013年9月27日(パッケージ版/ダウンロード版)　ASPC-0032
- 『貸し出し妻、満里奈の“ネトラセ”報告2 CASE.元AV男優&敏感妻』 2014年8月29日　(パッケージ版/ダウンロード版)　ASPC-0041
- 『貸し出し妻、満里奈の”ネトラセ”報告3 CASE.元彼氏＆敏感妻』 2016年2月26日
- 『貸し出し妻、満里奈の“ネトラセ”報告 外伝 -女子高生、満里奈の性感開発-』 2016年4月29日
- 『貸し出し妻、満里奈の”ネトラセ”報告 外伝2 -OL満理奈の童貞調教-』 2016年5月27日
- ボイスドラマ『貸し出し妻、満里奈の“ネトラセ”報告 体験告白ー初めてイッたSEXー』　2014年8月28日(ダウンロード版のみ)
- ボイスドラマ『貸し出し妻、満里奈の“ネトラセ”報告 満里奈と浩人の「ナイショエッチ」』　2016年7月8日(ダウンロード版のみ)
- ボイスドラマ『貸し出し妻、満里奈の“ネトラセ”報告 満里奈と浩人の「ナイショデート」』　2016年7月15日(ダウンロード版のみ)
- 『貸し出し妻、満里奈の“ネトラセ”報告 コンプリートパック』 2016年11月25日

### 書籍
オトナ文庫より2015年12月11日、『貸し出し妻、満里奈の“ネトラセ”報告 敏感妻と絶倫大学生』が発売。 ISBN   9784-8015-1518-5
- 著：雑賀匡
- 画：ジェントル佐々木